# کوتلنیکی
شهر کوتلنیکی (به روسی: Котельники) در کشور روسیه و در اوبلاست مسکو واقع شده‌است.